# Lluís Sarret i Pons
Lluís Sarret i Pons (Manresa, Bages, 5 d'abril de 1880 - Manresa, Bages, 21 de setembre de 1936) va ser un arxiver, historiador, professor de música, compositor, organista, mestre de capella i religiós català.

## Biografia i trajectòria
Fill del també arxiver i historiador Joaquim Sarret i Arbós, aquest influí en la futura vocació del seu fill. L'any 1896 inicià els seus estudis al Seminari Diocesà de Solsona. El 1901 començà a exercir com a professor de música al Col·legi de Sant Ramon. Fou ordenat sacerdot el 1904 i dedicà uns anys a la docència musical i del cant al Seminari Menor de Solsona, mentre al mateix temps estudiava música a Barcelona durant uns set anys. El 1914 torna a Manresa, quan ja havia començat la seva carrera de compositor, gairebé tota ella de caràcter religiós, amb goigs, trisagis, rosaris, ofertoris, etc.). La seva primera vinculació amb Tàrrega data del 24 d'octubre de 1916, quan obté el benefici d'organista i mestre de capella de la parròquia targarina. D'ençà del seu nomenament, Sarret protagonitza la direcció de la pràctica de la música religiosa a Tàrrega. El 1920 passà a ocupar el càrrec d'organista de la parròquia de Santa Maria del Pi de Barcelona. El novembre de 1922 es reintegra definitivament al seu benefici de Tàrrega. Des d'aleshores, intensifica notablement la seva gran activitat cultural, especialment la relacionada amb la seva ciutat d'acollida. En el camp musical, a més de les tasques pròpies del seu càrrec, cal destacar la seva etapa com a director de l'«Orfeó Nova Tàrrega» entre els anys 1930 i 1933, succeint al carismàtic mestre Josep Güell i Guillaumet, amb qui abans ja havia col·laborat en algunes de les tasques de l'Orfeó. L'any 1933 demana deixar la direcció de l'Orfeó, per tal de dedicar-se de ple a la seva vocació històrica, i més concretament, concentrar-se en el seu desig de confeccionar la tan anhelada «Història de Tàrrega». «Acció Comarcal» publica un emotiu article, titular «Honor al Mestre», on se li reconeix el seu treball. En concret, se li agraïa haver organitzat l'aplec d'orfeons, en homenatge al Mestre Güell i l'impuls de les classes de solfeig. Estant encara en la direcció de l'Orfeó i posteriorment, treballà a l'arxiu municipal, i passà a la impremta els seus treballs historiografics. Mossen Sarret va morir víctima dels tràgics esdeveniments del 1936. Va poder marxar de Tàrrega, reclamat pels seus familiars, contemplant amb dolor el saqueig de la parròquia i lamentant especialment la destrucció del seu orgue. Fou detingut el 21 de setembre, a Manresa, i desaparegué per sempre, malgrat les infructuoses gestions de la família, primer per a intentar salvar-lo, i posteriorment per poder-lo localitzar.

## Arxiver i historiador
Pel que fa a la seva activitat en el camp de l'arxivística, Sarret, aprengué a través del seu pare a dominar les tècniques arxivístiques, i d'aquesta manera va poder descobrir gran quantitat de documents desconeguts de la història de Tàrrega. A més, els seus estudis eclesiàstics a Solsona, sòlids en el camp humanístic, foren decisius pel que fa a l'estudi de la documentació medieval i el domini del llatí, i contribuïren a la seva formació com a historiador i arxiver. A partir del 1922, després del seu retorn definitiu a la capital de l'Urgell s'introduí de ple en l'estudi dels documents targarins. El setembre del 1923 publica el seu primer article de divulgació històrica a «Crònica Targarina», iniciant una llarga col·laboració a la premsa periòdica de Tàrrega, que portaria a terme fins al final de la seva vida, i amb la qual contribuí notablement a la divulgació de nombrosos fets històrics de la ciutat. El 1925 l'ajuntament de Tàrrega de nomenar-lo oficialment arxiver municipal, convertint-se així en el primer arxiver que rebria un nomenament oficial per part del consistori targarí, volent dignificar aquest càrrec. Sarret encapçalaria així la sèrie dels arxivers targarins contemporanis que han exercit les seves funcions amb reconeixement oficial. Sarret es concentrarà en la qual serà la seva obra cabdal, el monumental volum dels Privilegis de Tàrrega, que acabarà publicant-se el 1930, i que es conserva a l'AHCT.
Pel que fa a la seva activitat en el camp de la història, aquesta va anar en constant augment, especialment quan, des del 1930, es feu càrrec de la direcció de l'«Orfeó Nova Tàrrega». Ben aviat es preocupà d'imprimir noves investigacions. El 1931 publica Aportació històrica a la rotulació d'alguns carrers i places de la ciutat de Tàrrega, i també aquell mateix any Nobiliari Targarí on, a més de fer un estudi dels símbols heràldics de la ciutat, aplega els llinatges més sobresortints de la història targarina. Ben aviat s'adonà, però, que si volia continuar treballant en la història de Tàrrega, no podia compaginar aquesta tasca amb la responsabilitat de l'Orfeó, i el 1933 deixà la seva direcció per tal de poder dedicar-se plenament al seu gran objectiu, treballar i poder publicar la Història de Tàrrega. El 1935 apareixia La Venerable Congregació de la Mare de Déu dels Dolors, de Tàrrega. La seva obra pòstuma, estampada l'any següent, fou l'opuscle Resum històric i Novena del Sant Crist Trobat. De la seva tasca de recerca ens resta avui, a l'AHCT, un excel·lent llegat, destacant a més de les obres citades, un volum manuscrit que porta el títol Tàrrega. Documents històrics, on l'arxiver municipal recollí gran quantitat de dades documentals, sovint transcripcions completes, extretes de l'arxiu targarí, entre altres fonts, dels «Llibres de Consells» (des del 1300), o dels «Llibres de Crides» (des del s. XV), del «Llibre de Cerimònies» (s. XVII), o del «Llibre de Capitulacions» (segles XVI-XVII). A més, es troba un recull metòdic de segells de les entitats targarines més representatives, de comerços, fàbriques, societats corals, obreres, culturals, recreatives, polítiques, esportives, religioses, etc. I també, un àlbum que recull les signatures dels notaris de Tàrrega dels segles XIII al XX, a més d'un índex onomàstic d'aquests notaris targarins. I també una preciosa col·lecció fotogràfica, d'edificis històrics i elements artístics de Tàrrega. Com a historiador, cal destacar també la seva condició de conferenciant, i la seva correspondència amb personalitats del camp de la història, com ara Agustí Duran i Sanpere, Valeri Serra i Boldú, Joan Serra i Vilaró o Francesc Carreras i Candi, entre d'altres, i Joan Llongueres, en el camp musical.
L'Arxiu Comarcal de l'Urgell acull un fons d'arxiu de Lluís Sarret i Pons, que es con serva en 11 capses, que contenen música eclesiàstica dels segles XIX i XX. Una altra part del seu llegat musical es conserva a l'Arxiu Provincial de l'Escola Pia de Catalunya, procedent del cor de l'Església de la Mercè de Tàrrega, església titular dels escolapis d'aquesta ciutat.

## Publicacions[1]
- Nobiliari targarí (1931)
- Aportació històrica a la rotulació d'alguns carrers i places de la ciutat de Tàrrega (1931)
- Privilegis de Tàrrega (1930)
- Sant Crist trobat de Tàrrega: resum històric i novena (1936)
- La Venerable congregació de la Mare de Déu dels Dolors de Tàrrega (1935)
- Resum històric i Novena del Sant Crist Trobat (1936)
- Les signatures dels notaris de Tàrrega (2001)